# Dick Holub
Richard W. Holub (29 de outubro de 1921 — 27 de julho de 2009) foi um jogador norte-americano de basquete que disputou uma temporada na National Basketball Association (NBA). Foi a quinta escolha geral no draft da BAA (hoje NBA) em 1947 pelo New York Knicks. Também atuava como treinador.